# 茂原マーケットプレイス
茂原マーケットプレイス（もばらマーケットプレイス）は千葉県茂原市にあるハヤシが運営する、ネイバーフッド型ショッピングセンター（NSC：小商圏型SC）である。

## 店舗
- カスミ
- THREEPPY
- ダイソー
- マツモトキヨシ
- 文教堂
- ライトオン
- ヨシヤシューズ
- 焼肉きんぐ
- かつや
- 鍼灸マッサージ院もみり庵

## 引用
1. ↑  茂原マーケットプレイス 株式会社ハヤシ